# Kroksjögyl (Bräkne-Hoby socken, Blekinge)
Kroksjögyl är en sjö i Ronneby kommun i Blekinge och ingår i Vierydsåns huvudavrinningsområde.